# Xanthorhoe discataria
Xanthorhoe discataria là một loài bướm đêm trong họ Geometridae.